# پرچم کنت (انگلستان)
پرچم کنت (انگلستان) در ۳ فوریه ۱۶۰۵ پذیرفته شد.